# ブータン国営放送
ブータン国営放送（英：Bhutan Broadcasting Service、ゾンカ語：འབྲུག་རྒྱང་བསྒྲགས་ལས་འཛིན、略称：BBS）は、ブータンのテレビ、ラジオの放送局である。資金の全額を国が出資し事業を行う公益法人で、同国内ではテレビ、ラジオ放送をする唯一の機関である。本部は首都のティンプーにある。

## 歴史
ブータンでは長い間、テレビ局が存在しておらず一部の富裕層がインドのテレビを受信し嗜む程度であったが、1999年6月2日の第四代ブータン国王ジグミ・シンゲ・ワンチュクの銀婚式からテレビ放送が開始された。2006年の2月には首都のティンプーのみであったテレビ放送が衛星放送によってブータン全土で見られるようになった。

## テレビ放送
チャンネル1がメインであり、ニュース番組や教育番組、スポーツ中継などが行われ、2012年に開局したチャンネル2はエンターテイメント、バラエティ系の番組が放送される。ほとんどの番組がゾンカ語で放送され、国内で放送される番組を一部編集したものを、現地時間18時前後から21時前後に海外在住のブータン人向けにYouTubeでライブ放送を行なっている。

## JICAによる支援
2004年ごろから数回にわたってJICAと日本政府による放送技術や映像作品提供、資金提供や専門家の派遣、放送設備の調達などの支援が行われている。